# نانبورو
نانبورو  هي بلدية في اليابان، وبلدة في اليابان، تقع في Sorachi Subprefecture ‏، بلغ عدد سكانها 7,587  نسمة وذلك حسب إحصائيات سنة 2018، تبلغ مساحتها 81.36 كيلومتر مربع.